# Radio Islam (Schweden)
Radio Islam war ein schwedischer Radiosender und ist der Name einer zugehörigen Website. Betreiber ist Ahmed Rami, ein Holocaustleugner und antisemitischer Propagandist.

## Geschichte
Im Rahmen eines Stockholmer Kommunalprojektes wurde die Radiolizenz erteilt.  Der Betreiber kam als politischer Flüchtling aus Marokko über Paris nach Schweden.

## Programm
Die Website radioislam.org bietet rechtsextreme Neuigkeiten, Material und Bezugsquellen in vielen Sprachen, es geht aber auch um andere gesellschaftspolitische Aspekte des Islam bzw. islamischer Länder (z. B. um die Unabhängigkeitsbewegung und das Selbstbestimmungsrecht des palästinensischen Volkes).
Zu den angebotenen Texten gehört z. B. Hitlers Mein Kampf oder die Protokolle der Weisen von Zion. Rami kooperiert mit dem National Journal, herausgegeben vom Umfeld Otto Ernst Remers. Gesprächspartner des Senders waren unter anderem Anneliese und Otto Ernst Remer, Ernst Zündel, Germar Rudolf und der französische Neonazi Robert Faurisson.

## Abgrenzung
Radio Islam ist nicht zu verwechseln mit dem gleichnamigen Programm des staatlichen iranischen Rundfunks IRIB, das in mehreren Sprachen auf Kurzwelle und über Satellit abgestrahlt wird sowie als Stream über das Internet zu hören ist. Die Website ist nicht verbunden mit dem gleichnamigen Radiosender radioislam.com in den USA.